# Blepharipa mutans
Blepharipa mutans är en tvåvingeart som först beskrevs av Walker 1861.  Blepharipa mutans ingår i släktet Blepharipa och familjen parasitflugor. Inga underarter finns listade i Catalogue of Life.